# Château du Paty
 (février 2025).
La mise en forme du texte ne suit pas les recommandations de Wikipédia : il faut le « wikifier ».
Les points d'amélioration suivants sont les cas les plus fréquents. Le détail des points à revoir est peut-être précisé sur la page de discussion.
- Les titres sont pré-formatés par le logiciel. Ils ne sont ni en capitales, ni en gras.
- Le texte ne doit pas être écrit en capitales (les noms de famille non plus), ni en gras, ni en italique, ni en « petit »…
- Le gras n'est utilisé que pour surligner le titre de l'article dans l'introduction, une seule fois.
- L'italique est rarement utilisé : mots en langue étrangère, titres d'œuvres, noms de bateaux, etc.
- Les citations ne sont pas en italique mais en corps de texte normal. Elles sont entourées par des guillemets français : « et ».
- Les listes à puces sont à éviter, des paragraphes rédigés étant largement préférés. Les tableaux sont à réserver à la présentation de données structurées (résultats, etc.).
- Les appels de note de bas de page (petits chiffres en exposant, introduits par l'outil «  Source ») sont à placer entre la fin de phrase et le point final[comme ça].
- Les liens internes (vers d'autres articles de Wikipédia) sont à choisir avec parcimonie. Créez des liens vers des articles approfondissant le sujet. Les termes génériques sans rapport avec le sujet sont à éviter, ainsi que les répétitions de liens vers un même terme.
- Les liens externes sont à placer uniquement dans une section « Liens externes », à la fin de l'article. Ces liens sont à choisir avec parcimonie suivant les règles définies. Si un lien sert de source à l'article, son insertion dans le texte est à faire par les notes de bas de page.
- La présentation des références doit suivre les conventions bibliographiques. Il est recommandé d'utiliser les modèles {{Ouvrage}}, {{Chapitre}}, {{Article}}, {{Lien web}} et/ou {{Bibliographie}}. Le mode d'édition visuel peut mettre en forme automatiquement les références.
- Insérer une infobox (cadre d'informations à droite) n'est pas obligatoire pour parachever la mise en page.

Pour une aide détaillée, merci de consulter Aide:Wikification.
Si vous pensez que ces points ont été résolus, vous pouvez retirer ce bandeau et améliorer la mise en forme d'un autre article.
Le château du Paty est un château construit à partir du XVe siècle sur la commune de Chenu dans le département de la Sarthe. Il est en partie inscrit au titre des monuments historiques.

## Histoire[2]
(décembre 2013).
- Si vous ne connaissez pas le sujet, laissez ce bandeau (vous pouvez alors contacter les auteurs).
- Si vous supprimez le contenu mis en cause (vous pouvez préalablement contacter les auteurs),

argumentez précisément cette suppression dans la page de discussion
(un manque de référence n'est pas un argument ; une recherche réelle de référence doit avoir été effectuée, être formellement documentée).
 (décembre 2013).
Possession de l’abbaye, puis de la collégiale, de Tours, Chenu dépendait du grand Prévôt de l’abbaye. Ce personnage déléguait son autorité à des prévôts locaux ou à des officiers appelés dès l’époque carolingienne des « voyers ». Ce délégué ne joue pas le rôle d’un intendant  chargé de fonctions économiques, mais il possède les autres pouvoirs du propriétaire ; comme officier de finance, le voyer perçoit les impôts, les droits de vente, de circulation ; il organise les diverses corvées, fait proclamer le ban et, si besoin est, il lève des hommes d’armes. Il est surtout juge de paix et officier de police, chargé principalement des quatre cas (vol, rapt, incendie, coups et blessures). Il inflige des amendes et poursuit les coupables. On peut dire, en gros, qu’il joue le rôle de ‘shérif’ dans la vieille Angleterre, ou celui du même officier dans le Far West américain. Son activité est donc, si l’on peut dire, spécialisée. Elle ne comporte pas de droit de vie ou de mort. De plus, elle est antérieure à l’ordre féodal proprement dit. Ceci explique donc que les seigneuries viendront coiffer la propriété des chanoines, en amenuisant peu à peu leurs droits et que, de plus, l’exercice de la haute justice sera le biais par lequel les comtes d’Anjou ou leurs représentants, les barons de Château-la-Vallière, étendront leur influence sur la terre de Chenu.
Où donc résidait le voyer des chanoines, si ce n’est au Paty. Voici les raisons qui conduisent à cette affirmation : le Paty actuel est une construction de la fin de XVe siècle, au moins dans le gros œuvre. Cette construction a laissé subsister des traces de dispositions anciennes qui font songer à une motte féodale.
La motte est un monticule de terre plus ou moins circulaire, entouré d’eau et surmonté par une construction en madriers ; Une passerelle permettait d’accéder à la maison. Des mottes ainsi construites sont figurées sur la tapisserie de Bayeux (Rennes, Dinan, Bayeux, etc.). Le donjon, en pierres, de Foulques Nerra à Langeais, daté de 992, représente fort bien la motte féodale 
Outre l’indication, assez mince, il est vrai, tirée de la disposition générale des lieux, une autre raison permet d’attribuer au Paty le siège du voyer de Tours, C’était le Paty qui avait la seigneurie de la paroisse, malgré l’établissement de châteaux parfois plus considérables ; les fiefs principaux mouvaient du Paty, celui de la Maison Rouge, et celui de la Bruère. Quant aux autres, tous plus récents, il est difficile d’établir avec exactitude les liens de vasselage : Chérigny, Les Forgeais, la Borderie, La Brosse, Méré, La Chouannière, et Chétigné. D’ailleurs, il n’est pas nécessaire que ces liens aient existé, car le seul fait que le Paty ait été le fief dominant de la paroisse établit par le fait même  son ancienneté qui prouve ainsi le rôle joué par la Paty dès les premiers temps de la paroisse.
De plus on peut remarquer que si le Paty avait été le siège d’une vieille famille, comme les Forgeais pour la famille de Juglart, on en trouverait trace dans les documents ; or l’absence de nom est tout à fait explicable et constitue même une preuve, si l’on se trouve en présence de la demeure d’un fonctionnaire de Saint Martin de Tours, lesquels se succèdent sans faire souche seigneuriale, car la charge de voyer, comme celle de prévôt, n’était pas héréditaire.
Les temps modernes (XVe-XIXe puis XXe-XXIe)
Comment est-on passé de la motte féodale au château actuel ? Une étude minutieuse des fondations n’apporterait sans doute pas de réponse à cette question. On en est réduit à formuler quelques hypothèses, basées sur des idées très générales.
Il est absolument certain que le Paty ne fut jamais un château fort. On ne le trouve jamais nommé dans les listes anciennes pour le Maine, l’Anjou ou la Touraine ; d’ailleurs, un château fort à cet endroit serait en surnombre et on ne voit pas du tout à quel besoin militaire il répondrait, ni quel seigneur l’aurait fait construire. Certainement ni les moines, ni les chanoines. Quant aux comtes d’Anjou, s’ils ont convoité les redevances, une augmentation du domaine ou l’exercice de leur droit de gibet, ils n’ont jamais pu ni même voulu contester la légitime possession de la terre.
On peut supposer que vers le XIe-XIIe siècle, la maison de bois, vétuste et malcommode, fut sans doute remplacée par une construction de maçonnerie. Y eut-il des tours ? Le voyer devait bien disposer de quelques archers, mais est-ce suffisant pour avoir une tour de guet sur des murailles, en plus du service de jour ? Cependant, la tour SW, éloignée d’une centaine de mètres de la maison sur les douves et dont il ne reste que quelques éléments date d’une construction ancienne, probablement du XIe siècle. La Tour NE, qui fait partie intégrante de la maison, fut probablement construite vers le XIIIe siècle, au moins pour ses fondations (des meurtrières sur les tours NE est S ont été mises au jour lors de travaux de réfection des façades dans les années 80, ce qui témoigne, pour les tours d'une origine vers les XIIIe-XIVe siècle). Le très simple manoir du XIIe siècle dut tenir jusqu’au XVe siècle, jusqu’à la guerre de Cent Ans ; fut-il pillé, brûlé à cette époque ? Tout est possible…
Vers 1470 : Hélie de Bourdeille, archevêque de Tours, confesseur de Louis XI, protecteur de la Pucelle de France, et ses successeurs.
Quoi qu’il en soit, les choses vont rapidement changer avec le nouveau propriétaire. Né vers 1410 (1413 ?), Hélie de Bourdeille était le fils du gouverneur du Périgord. Entré dans les ordres, il fut nommé évêque de Périgueux en 1438. Sa réputation fut si grande que le roi Charles VII le désigna pour faire partie de la commission chargée de la révision du procès de Jeanne d’Arc. En 1432, Hélie présenta au roi  ses ‘Considérations sur la Pucelle de France’, travail qui fut considéré comme une préparation à la béatification plutôt que comme un plaidoyer en faveur d’une condamnée. En 1468, Hélie fut délégué aux États Généraux de Tours. Sa personne plut à Louis XI qui le choisit comme confesseur et le fit nommer Archevêque de Tours. Il sera cardinal en 1483 et mourra à Artennes, le 5 juillet 1484.
Les chanoines de la collégiale ne pouvaient rien refuser à l’archevêque si bien en cour. Hélie de Bourdeille fit donc l’acquisition du Paty. Les habitudes du Moyen Âge, encore tout proche, les temps troublés que tous venaient de vivre, l’exemple royal, tout cela fit que le bon prélat construisit le château actuel, en y rénovant les tours et, en faisant élargir le fossé. La Renaissance arrivait.
Après la mort du cardinal, le Paty passe aux mains de son frère, puis de son neveu, Pierre de Bourdeille, abbé commendataire de Brantôme, nom sous lequel il laisse un souvenir dans l’histoire de la littérature française.
Le Paty reste un moment dans la famille de Brantôme, Monsieur Houdouin, avocat au Châtelet de Paris, membre de cette famille, en hérita à son tour.
Puis, par le mariage de sa fille avec M. Hubert, le Paty passa dans les familles Hubert, puis Ducasse.
1909famille
Joseph Langellier Bellevue, issu d’une ancienne famille créole de la Martinique, en fit l’acquisition au début du XXe siècle (le 3 avril 1909) puis le transmit par héritage à ses deux filles, Mme Édouard Huc (Caroline) et Mme Georges Huc (Henriette). Par suite d’arrangements familiaux, la propriété en est échue à deux filles de Mme Édouard Huc, Mme Henri Dhavernas (Antoinette) et Mme Roger Huyghues Despointes (Hélène). En décembre 2006 puis janvier 2007, Thibaut Huyghues Despointes et ses enfants rachètent la partie Dhavernas de l’indivision Huyghues Despointes -  Dhavernas, préservant ainsi le Paty pour la 5e génération et les 6e à venir.

## Architecture
Les bâtiments : le Paty est une maison de fonction jusqu’en 1470, dévolue au « voyer » (sorte de conseiller régional). Parties les plus anciennes : la cave intérieure qui date du XIIe-XIIIe siècle, et les tours du XIIIe-XIVe (meurtrières). L’architecture principale des murs date des XVe-XVIe siècle (Charpente datée précisément de 1550). L’aile Nord de la cuisine : rajoutée au XVIe (vu l’épaisseur des murs : 1,40 m). Il demeure une ouverture XVe (tour sud) mais la plupart des ouvertures ont été réalisées au XVIIIe. Aménagement de l’escalier intérieur vers 1770. Les travaux furent arrêtés à cause de la Révolution. La toiture a été entièrement restaurée en 2011-2012 (18 mois de chantier). À noter la couverture particulière des tours avec 3700 ardoises par tour, le même nombre d’ardoises pour chacune des 70 rangées, coupées de plus en plus petites au fur et à mesure qu’on s’élève. Elles font 4 mm d’épaisseur. Les zincs, rajoutés sans doute au XIXe ont été supprimés et remplacés par des noues. On a retrouvé une ancienne date pour la charpente : 1550 et une autre pour la dernière couverture en ardoises : 1870. Ces travaux avaient été réalisés par des artisans de Chenu qui avaient signé leur œuvre.
Le pavillon : ensemble d’écuries du XVIe-XVIIe siècle (vu les plafonds bas). Fut remanié au XIXe siècle avec l’adjonction de 2 pavillons latéraux à étages.
La maison dite d’Henry, à l’entrée du parc : XVe-XVIe siècle.
Pont principal : construit en 1850, il est remarquable par sa structure. Il fait partie de l’inscription à l’Inventaire Supplémentaire des Monuments Historiques.
Pont de la futaie : ancien pont-levis, seule entrée du Paty jusqu'en 1850.

## Protections
Les façades et toitures ainsi que le portail d'accès et le pont sur les douves qui l'accompagne font l'objet d'une inscription aux monuments historiques depuis le 8 novembre 1977.
Le parc du Château est ouvert au public de mai à octobre et durant les vacances scolaires, de 10 h 30 à 12 h et de 14 h à 18 h.